# Station Scharnegoutum
Scharnegoutum is een voormalige stopplaats aan de spoorlijn Leeuwarden - Stavoren. De stopplaats was geopend van 16 juni 1883 tot 15 mei 1938, en van 1 juni tot 24 juni in het jaar 1940.